# آن غرايبيل
آن مارتين غرابيل (ولدت عام 1942) هي أستاذة جامعية وعضو في دائرة «علوم العقل والمعرفة» في معهد ماساتشوستس للتقنية. وهي أيضاً محققة في معهد ماكغوفيرن لأبحاث الدماغ. كما يشار إلى أنها خبيرة في موضوع العقد القاعدية والفيسيولوجيا العصبية لتشكّل العادات، وترتبط أعمالها بمواضيع داء هنتنغتون ومرض باركنسون والاضطراب الوسواس القهري، وتعاطي المخدرات والاضطرابات الأخرى التي تؤثر على العقد القاعدية.

## وصلات خارجية
- Graybiel Lab
- McGovern Institute for Brain Research at MIT
- Profile of Graybiel in the MIT Technology Review.